# Eric Fright
Eric Gautrey Fright (Eastry, 10 settembre 1917 – Maidstone, agosto 1995) è stato un calciatore inglese, di ruolo centrocampista.

## Carriera

### Nazionale
Venne convocato nella Nazionale britannica che partecipò ai Giochi olimpici del 1948.